# Badiera montana
Badiera montana är en jungfrulinsväxtart som beskrevs av Nathaniel Lord Britton. Badiera montana ingår i släktet Badiera och familjen jungfrulinsväxter. Inga underarter finns listade i Catalogue of Life.